# 김환영
김환영(1993년 2월 28일 ~ )은 대한민국의 배우이다.

## 학력
- 중앙대학교 국제관계학과
- 단국대학교 공연영화학부 뮤지컬전공

## 출연작

### 영화
- 《매직 이프…》 (2017년) - 환영 역
- 《군함도》 (2017년) - 조선인 징용자 역
- 《량강도 아이들》 (2011년) - 종수 역
- 《박쥐》 (2009년) - 꽉 역
- 《김관장 대 김관장 대 김관장》 (2007년) - 양아치 1 역
- 《여선생 VS 여제자》 (2004년) - 5학년 2반 학생 역

### 드라마
- 《로드 넘버원》 (2010년, MBC) - 달호 역
- 《경성스캔들》 (2007년, KBS2) - 어린 선우완 역
- 《핑구어리》 (2005년, SBS) - 선남 역

## 수상 및 후보
| 연도 | 시상식        | 부문       | 작품          | 결과 |
| ---- | ------------- | ---------- | ------------- | ---- |
| 2011 | 제48회 대종상 | 신인남우상 | 량강도 아이들 | 후보 |